# Vale of Glamorgan
Vale of Glamorgan [ˈbroː mɔrˈɡanʊɡ] (del galés: Bro Morgannwg) es una autoridad unitaria situada en la zona meridional de Gales, en Reino Unido. Se encuentra ubicada en el antiguo condado histórico de Glamorgan.
Limita con las autoridades unitarias de Bridgend al noroeste, Rhondda Cynon Taf al norte y Cardiff al noreste. Al sur está bañada por el canal de Brístol.
Sus principales centros urbanos son Barry, Llantwit Major y Penarth.

## Localidades
- Barry
- Y Bont-faen
- Dinas Powys
- Ewenny
- Llanbedr-y-fro
- Llancarfan
- Llandochau
- Llandŵ
- Llanddunwyd
- Llantwit Major
- Llan-fair
- Llanfihangel-y-pwll
- Llanilltud Fawr
- Llan-faes
- Llangan
- Ogmore-by-Sea
- Penarth
- Pendeulwyn
- Pen-llin
- Maes awyr St Tathan
- Y Rhws
- Sain Dunwyd
- Sain Siorys
- Saint-y-brid
- Y Sili
- Southerndown
- Tair Onnen
- Tregolwyn
- Tresimwn
- Gwenfô
- Y Wig[3]